# Louis Reybaud
Marie Roch Louis Reybaud, född den 15 augusti 1799 i Marseille, död den 26 oktober 1879 i Paris, var en fransk skriftställare.
Reybaud företog i ungdomen resor i Levanten och Indien, ägnade sig sedan 1829 åt författarskap och uppträdde på oppositionens sida dels i radikala tidningar, dels i deputeradekammaren, där han 1846 blev ombud för Marseille, men övergick, under intrycket av februarirevolutionen, till det konservativa lägret. Reyaud ledde utgivningen av Histoire scientifique et militaire de l'expédition française en Égypte (1830-1836) och åtskilliga resebeskrivningar. Själv författade han La Syrie, l'Égypte, la Palestine et la Judée (3 band, 1835-39; tillsammans med J. Taylor), och på andra områden Études sur les réformateurs ou socialistes modernes (2 band, 1840-1843; 7:e upplagan 1864, belönt med Franska akademiens pris), den originella berättelsen Jérôme Paturot à la recherche d'une position sociale (3 band, 1843, flera upplagar; svensk översättning "Jerome Paturot, sökande sig en social ställning", 1851), i vilken sederna under julimonarkin satiriseras, Mœurs et portraits du temps (1853), Économistes modernes (1862) samt en mängd andra arbeten, tidskriftsuppsatser och så vidare. Reybaud invaldes 1850 i Franska institutet.